# Мала (Тренто)
Мала (итал. Mala) је насеље у Италији у округу Тренто, региону Трентино-Јужни Тирол.
Према процени из 2011. у насељу је живело 83 становника. Насеље се налази на надморској висини од 813 м.